# Conclave de 1769
El conclave de 1769 va ser convocat després de la mort del Papa Climent XIII, i va acabar amb l'elecció del cardenal Lorenzo Ganganelli, que va prendre el nom de Climent XIV.

## La mort de Clement XIII
Climent XIII va morir sobtadament el 2 de febrer de 1769, un dia abans de la data del consistori que havia convocat per examinar les demandes de la supressió de la Companyia de Jesús. Els diversos tribunals en virtut de la Casa de Borbó i del Regne de Portugal (en virtut de la Casa de Bragança) havien exercit una forta pressió sobre la Santa Seu per suprimir aquest ordre a través de gairebé la totalitat del seu pontificat. En 1759 els jesuïtes van ser expulsats de Portugal, en 1762 del Regne de França, el 1767 d'Espanya i en 1768 del Regne de Nàpols, el Regne de Sicília i el Ducat de Parma i Piacenza. Climent XIII va defensar fortament la Companyia (per exemple, en la butlla Apostolicum Pascendi de 1765), però sense èxit. El gener de 1769 França i Nàpols es van apoderar dels territoris papals al voltant d'Avinyó, Benevento i Pontecorvo per forçar al Papa a emetre un decret per a la supressió de l'ordre. La mort sobtada de Climent XIII als 75 anys va deixar aquesta difícil decisió del seu successor.

## Composició del Col·legi Cardenalici
Quaranta-sis dels cinquanta set cardenals existents van participar en el conclave:

### Llista dels participants
- Carlo Alberto Guidobono Cavalchini
- Federico Marcello Lante
- Gian Francesco Albani
- Henry Benedict Stuart
- Fabrizio Serbelloni
- Giovanni Francesco Stoppani
- Giuseppe Pozzobonelli
- Carlo Vittorio Amedeo delle Lanze
- Vincenzo Malvezzi
- Antonio Sersale
- Francisco de Solís Folch de Cardona
- Paul d'Albert de Luynes
- Carlo Rezzonico
- Antonio Maria Priuli
- Fernando Maria de Rossi
- Girolamo Spinola
- Giuseppe Maria Castelli
- Gaetano Fantuzzi
- Pietro Girolamo Guglielmi
- Pietro Paolo de Conti
- Lorenzo Ganganelli, elegit papa amb el nom de Climent XIV
- Marcantonio Colonna
- Buenaventura Fernández de Córdoba y Spínola
- Giovanni Molino
- Simone Buonaccorsi
- Giovanni Ottavio Bufalini
- Giovanni Carlo Boschi
- Ludovico Calini
- Antonio Colonna Branciforte
- Lazzaro Opizio Pallavicino
- Vitaliano Borromeo
- Pietro Pamphilij
- Urbano Paracciani Rutili
- Filippo Maria Pirelli
- Alessandro Albani
- Neri Maria Corsini
- Domenico Orsini d'Aragona
- Flavio II Chigi
- Luigi Maria Torregiani
- François-Joachim de Pierre de Bernis
- Giovanni Costanzio Caracciolo
- Nicola Perelli
- Andrea Corsini
- Andrea Negroni
- Saverio Canale
- Benedetto Veterani

### Absents al conclave
- Giacomo Oddi
- Carlo Francesco Durini
- Luis Fernández de Córdoba
- Etienne-René Potier de Gesvres
- Franz Konrad Casimir von Rodt
- Francisco de Saldanha da Gama
- Christoph Anton von Migazzi von Waal und Sonnenthurn
- Antoine Clairiard de Choiseul de Beaupré
- Jean-François-Joseph de Rochechouart
- Franz Christoph Freiherr von Hutten zu Stolzenfels
- Louis-César-Constantine de Rohan-Guéménée

## Les divisions en el Col·legi de Cardenals i els candidats al papat
El conclave papal de 1769 va estar gairebé completament dominat pel problema de la Companyia de Jesús. El Sagrat Col·legi de Cardenals es va dividir en dos blocs: els pro-Jesuïtes i els anti-Jesuïtes, però diversos cardenals eren neutrals. La facció pro-jesuïta, anomenat Zelanti, agrupava els cardenals italians de la cúria que s'oposaven a les influències seculars en l'Església. Els seus líders eren Gian Francesco i Alessandro Albani i el cardenal-nebot del papa difunt Carlo Rezzonico. El bloc anti-jesuïta (anomenat també "Grup de la cort") agrupava els cardenals de la corona de les potències catòliques: França, Espanya i Nàpols. Respectivament, governades llavors per Lluís XV de França, Carles III d'Espanya i Ferran III de Sicília i IV de Nàpols. Malgrat les divisions nacionals van treballar junts per assolir l'objectiu principal - la supressió de la Companyia de Jesús. Les corts borbòniques havien decidit posar la direcció oficial d'aquest bloc en mans dels francesos cardenal de Bernis. Ell i els seus col·legues van ser instruïts per bloquejar totes les candidatures pro-jesuïtes, fins i tot amb l'exclusió oficial si calia. Diversos cardenals, entre ells Lorenzo Ganganelli, no pertanyien a cap de les dues faccions.
Els governs espanyol i napolitans havien classificat quaranta-tres cardenals italians en cinc categories: "bo" (onze cardenals), "indiferent" (vuit), "dubtós" (tres), "dolent" (quinze) i "molt dolent" (sis):
| "Bo" | "Indiferent"                                                                                       | "Dubtós"                           | "Dolent" | "Molt dolent"                                                            |
| --- | -------------------------------------------------------------------------------------------------- | ---------------------------------- | --- | ------------------------------------------------------------------------ |
| 1. Sersale 2. Cavalchini 3. Negroni 4. Durini 5. N. A. Corsini 6. Conti 7. Branciforte 8. Caracciolo 9. N. Corsini 10. Ganganelli 11. Pirelli | 1. Guglielmi 2. Canale 3. Pozzobonelli 4. Perelli 5. Malvezzi 6. Pallavicino 7. Stuart 8. Pamphili | 1. Lante 2. Stoppani 3. Serbelloni | 1. Oddi 2. A. Albani 3. Rossi 4. Calini 5. Veterani 6. Molino 7. Priuli 8. Bufalini 9. Lanze 10. Spinola 11. Paracciani 12. G.F. Albani 13. Borromeo 14. Colonna 15. Fantuzzi | 1. Torregiani 2. Castelli 3. Buonaccorsi 4. Chigi 5. Boschi 6. Rezzonico |

El cardenal Orsini, el representant oficial de la cort napolitana, i tots els estrangers, no els van classificar, ja que estaven segurs que cap d'ells mai no seria triat Papa.
El govern francès era més exigent que l'espanyol i el napolità. Només 3 cardenals van ser considerarats com a bons: Conti, Durini i Ganganelli
D'aquests 43 cardenals només 27 o 28 eren considerats realment papabiles, mentre que els 15 restants van ser exclosos per la seva edat o salut.

## El Conclave

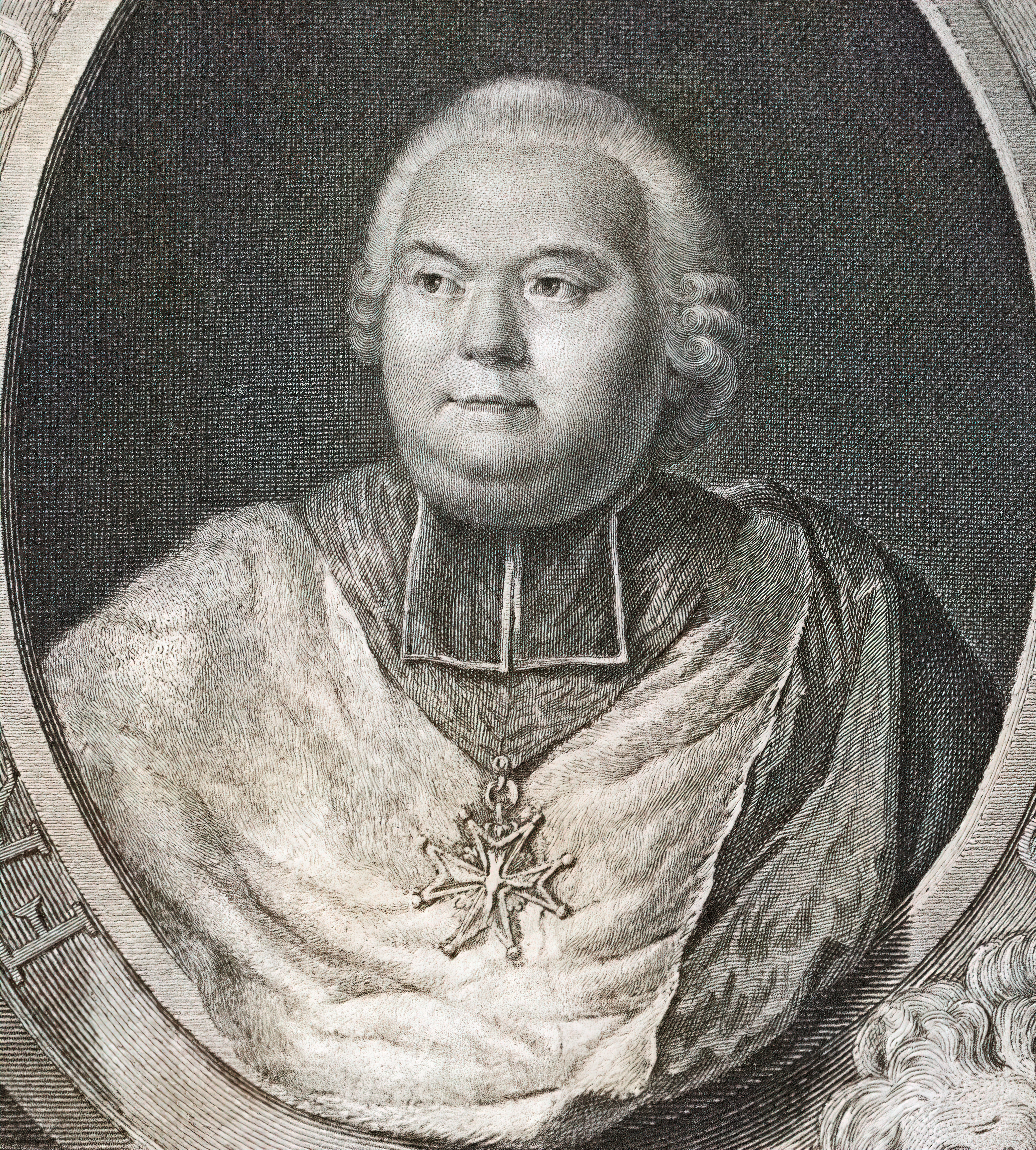
El Cardenal de Bernis va ser una de les principals figures del conclave

El conclave va començar el 15 de febrer de 1769. Inicialment només 27 cardenals van participar. Els zelanti, aprofitant el petit nombre d'electors i l'absència dels cardenals francesos i espanyols, va tractar d'aconseguir una ràpida elecció del cardenal Flavio Chigi. En una votació va quedar a només dos vots de ser elegit. Els esforços dels zelanti es van trobar amb fortes protestes dels ambaixadors de França i Espanya, però, per sort per a ells, el cardenal Orsini, protector del Regne de Nàpols i l'únic cardenal de la corona present als primers escrutinis, va ser capaç d'unir a alguns cardenals neutres per bloquejar la candidatura de Chigi.
Un esdeveniment sense precedents va ser la visita de l'emperador Josep II, que va arribar d'incògnit a Roma el 6 de març i se li va permetre entrar en el conclave. Es va quedar allà dues setmanes i debatre lliurement amb els electors. Afortunadament, no els va pressionar, però només expressà el desig que fos elegit un papa que fos capaç de dur a terme les seves funcions amb el degut respecte als governants seculars.
El cardenal de Bernis va entrar en el conclave al final de març i va prendre el lideratge de la facció antijesuita de les mans del cardenal Orsini, qui podria haver bloquejat les accions dels zelanti tot i que amb grans dificultats. Bernis establí immediatament una correspondència regular amb l'ambaixador francès el marquès d'Aubeterre, tot i violar la llei fonamental del conclave. Els ambaixadors de França i Espanya instaren Bernis a insistir que l'elecció del futur Papa es fes dependre del seu compromís per escrit per suprimir els jesuïtes. Bernis es va negar, responent que l'exigència del futur Papa d'una promesa per escrit o oral per destruir la Companyia de Jesús estaria en violació de la llei canònica. Malgrat aquesta negativa, durant les pròximes setmanes Bernis consecutivament va rebutjar tots els candidats proposats pels zelanti com a massa devots als jesuïtes. D'aquesta manera, vint-i-tres dels vint-i-vuit papabiles van ser eliminats, entre ells Fantuzzi, decididament pro-jesuïta i que en algun moment va estar molt a prop d'aconseguir l'elecció al tron papal, així com Cavalchini, Colonna, Stoppani, Pozzobonelli, Sersale, i diversos altres.
L'arribada dels cardenals espanyols Solís i de la Cerda el 27 d'abril va enfortir el partit anti-jesuita. També van violar la llei del conclave mitjançant l'establiment de correspondència regular amb l'ambaixador espanyol Azpuru. Els espanyols tenien menys escrúpols que Bernis i, recolzat pel cardenal Malvezzi, va prendre l'assumpte en les seves pròpies mans. Es van fixar en l'únic frare del Sacre Col·legi, el cardenal Lorenzo Ganganelli, OFM Conv. L'actitud de Ganganelli cap als jesuïtes va ser un gran misteri, car havia estat educat pels jesuïtes i es va dir que va rebre el capell vermell a instàncies del Pare Lorenzo Ricci, general de la Companyia de Jesús, però durant el pontificat de Climent XIII no ocupar-se en la defensa de l'Ordre. El cardenal Solís va començar pel que sona com a la seva voluntat de donar la promesa requerida pels prínceps Borbons, com a condició indispensable per a l'elecció. Ganganelli va respondre que «es reconeix en el Sobirà Pontífex el dret a extingir, amb bona consciència, la Companyia de Jesús, per tal que el respecte del Dret canònic, i és convenient que el Papa faci tot el possible per satisfer els desitjos de les corones». No és clar si es tractava d'un escrit o només una promesa oral, però aquesta declaració satisfà plenament els ambaixadors.
Al mateix temps, els zelanti també van començar a inclinar-se a donar el seu suport cap a Ganganelli, veient-lo com a indiferent o fins i tot favorable als jesuïtes. Sembla que l'actitud dels zelanti es va decidir per les negociacions secretes entre els seus líders Alessandro i Gian Francesco Albani i els cardenals espanyols El cardenal de Bernis, el líder nominal de la facció de la cort, probablement no va exercir cap paper en el nomenament de Ganganelli i només va seguir les instruccions del marquès d'Aubeterre quan tots havien estat ja conegut.

### Resultats dels escrutinis

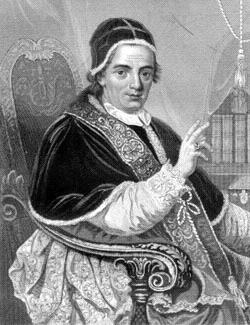
El cardenal Lorenzo Ganganelli va ser elegit nou Papa i prengué el nom de Climent XIV

Escut d'armes de Climent XIV

Els resultats de les paperetes entre 27 d'abril i el 18 de maig van ser següents (només s'inclouen els candidats principals):
- 27 d'abril – Fantuzzi – 10; Colonna – 9; Pozzobonelli – 6; Stoppani – 5; Ganganelli – 5
- 28 d'abril – Fantuzzi – 9; Colonna – 9; Pozzobonelli – 7; Stoppani – 6; Ganganelli – 4
- 29 d'abril – Colonna – 11; Fantuzzi – 8; Stoppani – 5; Pozzobonelli – 4; Ganganelli – 4
- 30 d'abril – Colonna – 11; Fantuzzi – 8; Stoppani – 5; Pozzobonelli – 4; Ganganelli – 4
- 1 de maig – Colonna – 11; Fantuzzi – 9; Stoppani – 4; Pozzobonelli – 4; Ganganelli – 4
- 2 de maig – Colonna – 11; Fantuzzi – 9; Stoppani – 4; Pozzobonelli – 4; Ganganelli – 4
- 3 de maig – Colonna – 9; Fantuzzi – 9; Stoppani – 5; Pozzobonelli – 4; Ganganelli – 4
- 4 de maig – Colonna – 10; Fantuzzi – 9; Stoppani – 4; Ganganelli – 4; Pozzobonelli – 2
- 5 de maig – Fantuzzi – 10; Colonna – 9; Stoppani – 4; Ganganelli – 4; Pozzobonelli – 3
- 6 de maig – Fantuzzi – 11; Stoppani – 7; Colonna – 6; Ganganelli – 4; Pozzobonelli – 4
- 7 de maig – Colonna – 8; Fantuzzi – 7; Stoppani – 6; Ganganelli – 4; Pozzobonelli – 4
- 8 de maig – Colonna – 9; Stoppani – 6; Fantuzzi – 5; Ganganelli – 4; Pozzobonelli – 3
- 9 de maig – Colonna – 11; Stoppani – 6; Fantuzzi – 5; Pozzobonelli – 4; Ganganelli – 3
- 10 de maig – Colonna – 11; Stoppani – 7; Pozzobonelli – 5; Fantuzzi – 4; Ganganelli – 4
- 11 de maig – Colonna – 11; Pozzobonelli – 6; Stoppani – 5; Ganganelli – 5; Fantuzzi – 3
- 12 de maig – Colonna – 11; Pozzobonelli – 6; Stoppani – 6; Ganganelli – 6; Fantuzzi – 5
- 13 de maig – Colonna – 13; Stoppani – 7; Pozzobonelli – 6; Ganganelli – 5; Fantuzzi – 5
- 14 de maig – Colonna – 11; Ganganelli – 10; Pozzobonelli – 9; Stoppani – 8; Fantuzzi – 4
- 15 de maig – Colonna – 11; Stoppani – 11; Ganganelli – 10; Pozzobonelli – 9; Fantuzzi – 5
- 16 de maig – Colonna – 11; Ganganelli – 10; Pozzobonelli – 8; Stoppani – 8; Fantuzzi – 4
- 17 de maig – Colonna – 12; Pozzobonelli – 12; Ganganelli – 10; Stoppani – 5; Fantuzzi – 1
- 18 de maig – Ganganelli – 19; Colonna – 13; Pozzobonelli – 11; Stoppani – 6; Fantuzzi – 1

### L'elecció de Climent XIV
En l'última votació, el 19 de maig de 1769, el cardenal Lorenzo Ganganelli va ser elegit per al papat, rebent tots els vots a excepció del seu propi, que va donar a Carlo Rezzonico, nebot de Climent XIII i un dels líders dels zelanti. Va prendre el nom de Climent XIV, en honor de Climent XIII, que l'havia elevat al cardenalat.
El 28 de maig el nou papa va ser consagrat a l'episcopat pel cardenal Federico Marcello Lante, bisbe de Porto i Santa Rufina i sotsdegà del Sacre Col·legi de Cardenals, assistit per cardenals Gian Francesco Albani, bisbe de Sabina i Henry Benedict Stuart, bisbe de Frascati. El 4 de juny va ser solemnement coronat pel cardenal Alessandro Albani, protodiaca de Santa Maria in Via Lata